# Jo Spence
Jo Spence (Londres, 15 de junio de 1934 - 24 de junio de 1992) fue una fotógrafa, escritora, trabajadora cultural y fototerapeuta británica.

## Trayectoria
Comenzó su carrera profesional en el campo de la fotografía comercial, pero pronto abrió su propia agencia especializandose en retratos familiares y fotos de bodas. En la década de 1970, reorientó su trabajo hacia la fotografía documental, adoptando un enfoque politizado de su forma de arte, con temas socialistas y feministas revisados a lo largo de su carrera. Después de ser diagnosticada con cáncer de mama en 1982 comenzó a explorar con la fotografía como terapia. Sus autorretratos sobre su propia lucha contra la enfermedad subvierten la noción de la forma femenina idealizada.
Entre 1967 y 1974 trabajó como fotógrafa de bodas y dirigió su propio estudio. Poco después, su trabajo se fue haciendo más político y documental. 
En 1974 fundó el colectivo Hackney Flashers, donde utilizó la fotografía para cuestionar los modelos de familia y educación. Este colectivo de mujeres feministas y socialistas produjeron exposiciones como 'Mujeres y trabajo' y 'Quién sostiene al bebé´. Más tarde participó activamente en el establecimiento del Taller de Fotografía (1974), un grupo centrado en la educación y la edición, incluida su revista Camerawork (1976-1985), junto con el historiador socialista de la fotografía Terry Dennett (1938-2018), con quien continuó colaborando por el resto de su vida.
En 1979, Jo Spence estudió fotografía en el Politécnico del Centro de Londres con el teórico Victor Burgin. Se graduó con honores, y partiendo de sus nociones previas de fotografía comenzó a tomar más en cuenta la semiótica visual. Con sus compañeras de estudios Mary Ann Kennedy, Jane Munro y Charlotte Pembrey, Jo Spence cofundó The Polysnappers. 
Durante los setenta y los ochenta, su trabajo se centró más en temas de la vida doméstica y familiar. En un artículo complementario para Más allá del álbum familiar, Imágenes públicas, Convenciones privadas, escribió sobre cómo deseaba

"cuestionar [...] quién representa a quién en la sociedad, cómo lo hacen y con qué propósito"

En 1982, le diagnosticaron cáncer de mama y comenzó a centrarse en temas relacionados con identidad, la subjetividad y la salud mental y física. Rechazó la terapia médica convencional y exploró la terapia holística, así como la dimensión política personal y feminista de vivir con cáncer. 
Después de experimentar la efectividad de la fotografía para confrontar y documentar su hospitalización y enfermedad, Jo Spence junto con Rosy Martin, desarrolló la fototerapia en la que el sujeto tenía el poder de controlar su imagen para descubrir y representar sentimientos e ideas no expresados o reprimidos. Al trabajar en colaboración, la persona frente a la cámara era a la vez sujeto y autor de la imagen. Otros colaboradores/terapeutas incluyeron a Ya'acov Kahn, David Roberts y el Dr. Tim Sheard.
Además de su trayectoria como fotógrafa, mantuvo una carrera como educadora, escritora y locutora y realizó una gira de tres meses por Australia,  Canadá y Estados Unidos. 
En 1991 fue diagnosticada con leucemia, de la que moriría en junio de 1992, poco después de su matrimonio civil con David Roberts. 
Terry Dennett, excolaborador y amigo de Jo Spence, fue el curador del Jo Spence Memorial Archive.

## Obra
- 1973-1975: Taller sobre los derechos del niño; documental
- 1979: Más allá del álbum familiar
- 1980: Cuentos de hadas y fotografía, tesis de licenciatura, republicada en 2020[13]
- 1980-1982: Remodelación de la historia de la fotografía
- 1980-1982: The Polysnappers
- 1982-1986: ¿La imagen de la salud?
- 1982: Cancer Shock, fotonovela

### Proyectos de fototerapia
- 1988-1989: Narrativas de enfermedades: procedimientos ritualizados, producido con el psicoterapeuta Dr. Tim Sheard
- 1989: Libido Uprising, obras de fototerapia producidas con Rosy Martin y el socio de Spence, David Roberts.
- 1990: Cultural Sniper producido por Spence y David Roberts
- 1990: Jo Spence en colaboración con Terry Dennett: Trabajos en colaboración; Tour australiano de Melbourne, Centro Victoriano de Fotografía en la Galería George Paton, Universidad de Melbourne 27 de septiembre-octubre. 11; Sydney, Tin Sheds Gallery, Universidad de Sídney, del 17 de octubre al 1 de noviembre. 11; Adelaide, Experimental Art Foundation 22 de noviembre-dic. dieciséis.
- 1991–92: The Crisis Project: Escenas del crimen . Colaboración inconclusa con Terry Dennett
- 1991–2: El proyecto final
- 1991-1992: Metamorfosis
- 1992: Diarios de hospicio